# Bleichlorit
Bleichlorit ist eine anorganische Verbindung aus der Gruppe der Chlorite.

## Gewinnung und Darstellung
Kristalle von Bleichlorit können nach der Diffusionsmethode aus wässrigen Lösungen von Blei(II)-nitrat und Natriumchlorit gezüchtet werden.

## Eigenschaften
Bleichlorit kristallisiert im orthorhombischen Kristallsystem in der Raumgruppe Ccce (Raumgruppen-Nr. 68) mit den Gitterparametern a = 6,004 Å; b = 12,504 Å und c = 6,010 Å sowie 4 Formeleinheiten pro Elementarzelle. Es ist wenig wasserlöslich.